# Irish League 1991-1992
L'Irish League 1990-1991 è stata la 91ª edizione della prima divisione del campionato nordirlandese di calcio.
Il campionato era formato da sedici squadre e il Glentoran vinse il titolo. Non vi furono retrocessioni.

## Classifica finale
| Pos. | Squadra             | G  | V  | N  | P  | GF | GS | Punti  |
| ---- | ------------------- | -- | -- | -- | -- | -- | -- | ------ |
| 1    | Glentoran           | 30 | 24 | 5  | 1  | 78 | 26 | 77     |
| 2    | Portadown           | 30 | 21 | 2  | 7  | 59 | 19 | 65     |
| 3    | Linfield            | 30 | 17 | 9  | 4  | 58 | 23 | 60     |
| 4    | Larne               | 30 | 16 | 7  | 7  | 54 | 31 | 55     |
| 5    | Glenavon            | 30 | 16 | 4  | 10 | 54 | 36 | 52     |
| 6    | Crusaders           | 30 | 14 | 5  | 11 | 55 | 37 | 47     |
| 7    | Ards                | 30 | 10 | 11 | 9  | 50 | 46 | 41     |
| 8    | Omagh Town          | 30 | 10 | 6  | 14 | 52 | 58 | 36     |
| 9    | Bangor              | 30 | 11 | 6  | 13 | 45 | 52 | 36(-3) |
| 10   | Ballymena United    | 30 | 8  | 11 | 11 | 37 | 50 | 35     |
| 11   | Ballyclare Comrades | 30 | 8  | 8  | 14 | 37 | 64 | 32     |
| 12   | Cliftonville        | 30 | 7  | 10 | 13 | 27 | 34 | 31     |
| 13   | Coleraine           | 30 | 7  | 8  | 15 | 35 | 57 | 29     |
| 14   | Newry Town          | 30 | 8  | 5  | 17 | 28 | 57 | 29     |
| 15   | Distillery          | 30 | 5  | 7  | 18 | 31 | 56 | 22     |
| 16   | Carrick Rangers     | 30 | 2  | 8  | 20 | 24 | 78 | 14     |

G = Partite giocate; V = Vittorie; N = Nulle/Pareggi; P = Perse; GF = Goal fatti; GS = Goal subiti.